# Hjortspringská loď

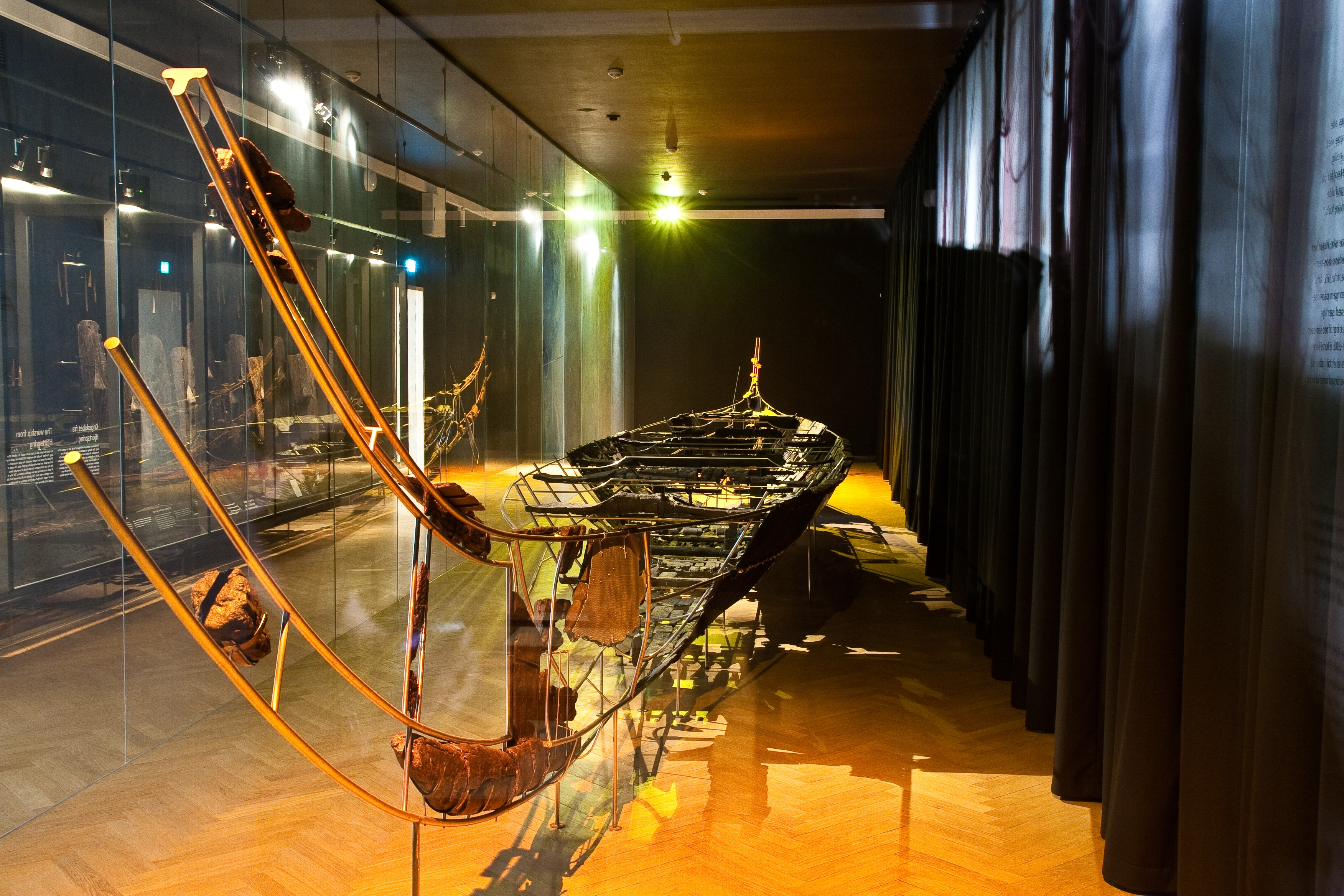
Rekonstrukce zbytků Hjortspringské lodi v Národním muzeu v Dánsku v Kodani

Hjortspringská loď (dánsky Hjortspringbåden) je plavidlo ve tvaru velké kánoe pocházející ze skandinávské předřímské doby železné. Byla postavena v období 400 až 300 př. n. l. Trup lodi a další pozůstatky byly nalezeny a vyzvednuty v letech 1921 až 1922 z bažiny Hjortspring Mose na dánském ostrově Als. Tato loď je nejstarším nálezem dřevěné prkenné lodi ve Skandinávii a velmi se podobá tisícům lodí vyobrazených na petroglyfech datovaných do severské doby bronzové, jež jsou nalézány po celé Skandinávii.

## Okolnosti nálezu

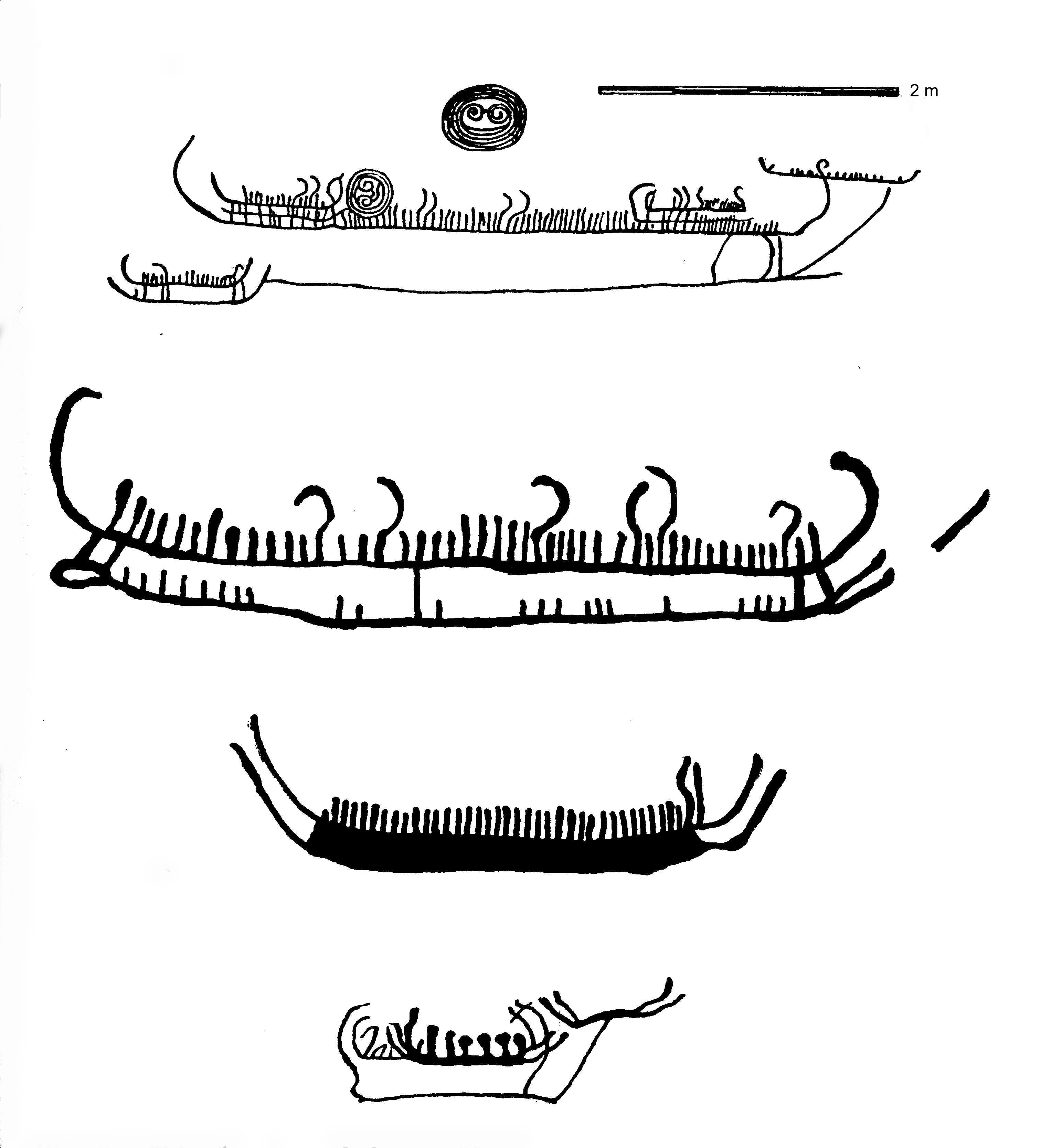
Petroglyfy s vyobrazením lodí datované do severské doby bronzové

V okamžiku nálezu se v lodi nacházelo množství zbraní a brnění včetně 131 štítů keltského typu, 33 zručně zhotovených středových štítových kování, 11 jednostranných železných mečů a několik zbytků kroužkového brnění. Dva z mečů byly úmyslně ohnuty, což byla praxe spojená s rituály doby železné. Čepel nejdelšího meče dosahovala délky 43,5 cm. Nález obsahoval také misky, kovářské náčiní a další předměty denní potřeby. Vzhledem k okolnostem nálezu bylo potopení lodi v bažině interpretováno jako úmyslná votivní oběť. Tato domněnka byla posílena přítomností rozřezaného koňského těla, které se v době pohřbu nacházelo pod lodí společně s jehnětem, teletem a dvěma psy.
V roce 1922 byly části lodi konzervovány glycerolem, kamencem, voskem a lakem podle tehdejšího stavu znalostí. Vzhledem k tomu, že byla loď následně uložena ve sklepě, se dřevo postupně rozpadalo v důsledku hygroskopických účinků krystalků kamence. Aby se zastavil jejich rozpad, musely být dřevěné části v letech 1966 až 1979 dále konzervovány polyethylenglykolem (PEG).
Další části lodi byly nalezeny při následných vykopávkách v roce 1987. Radiokarbonová datace tří předmětů pocházející z tohoto dodatečného výzkumu ukázala, že se do bažiny dostaly v období 350 až 300 př. n. l.
Ze stejného období bylo v Dánsku objeveno mnoho hrobů s podobnou pohřební výbavou a obětovanými koňmi, psy, jehňaty, kravami a dalšími zvířaty i lidskými oběťmi.

## Popis lodi

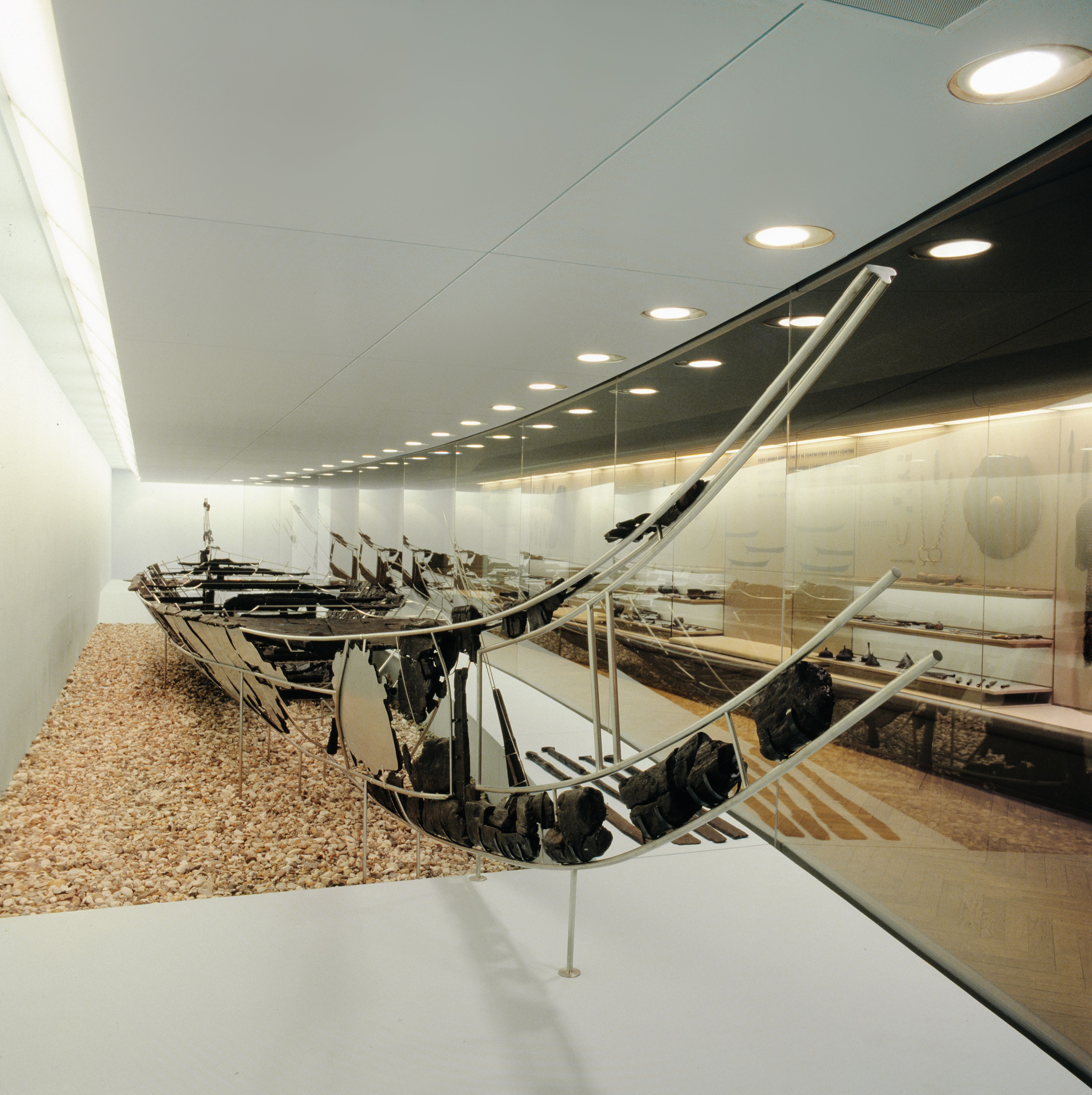
Rekonstrukce lodi z roku 1988

### Konstrukce
Hjortspringská loď byla dřevěná loď s klinkerovou obšívkou dlouhá přes 19 metrů. Vnitřní délka byla 13,6 metrů a loď byla široká 2 metry. Vážila odhadem 530 kg, takže jí posádka mohla snadno přenášet.
Byla vyrobena z lipového dřeva, které je sice méně odolné než dubové dřevo, které bylo většinou používáno, zároveň je ale výrazně lehčí, což přispělo k flexibilitě. Vzhledem k nepřítomnosti vesel a stěžně, byla loď poháněna celkem dvaceti pádly, což potvrdila i rekonstrukce lodi. Na přídi a zádi byly dva kmeny které výrazně vyčnívaly, připomínaly zobáky a dávaly hjortspringské lodi typický vzhled lodí ze skalních rytin z doby bronzové ve Skandinávii.
Dno lodi tvoří široká kýlová deska se dvěma dalšími prkny na obou stranách lodi a tvořící tak klinkerovou obšívku. Celkem pět prken je vyrobeno z několik centimetrů tlustého lipového dřeva, které v nejtenčí části mělo tloušťku 15 mm. Všechny části byly spojeny lýkovými lany. Spoje a švy byly utěsněny pryskyřicí. Kvůli vyztužení bylo uvnitř lodi deset žeber z lískových větví.
K nevýhodám této lodi patřila její výška, která dosahovala 70 cm a s ní související diskutabilní způsobilosti k plavbě a relativně malému užitečnému zatížení vzhledem k velikosti lodi. Velkou výhodou byla její hmotnost, která ji zajišťovala dobrou manévrovatelnost v obou směrech a možnost dosahovat vysoké rychlosti.
Vysoká řemeslná zručnost s jakou byla loď vytvořena naznačuje, že metody konstrukce použité při její výrobě jsou výrazně starší než samotná loď.

## Vývoj tohoto typu lodi
Vodní plavidla tohoto stylu a konstrukce byly stavěny a používány nejméně do 3. století n. l. V pozdějších nálezech se čím dál častěji objevují kovové nýty a konstrukce dříku byla zjednodušena do jediného zakřiveného tvaru, který se rozšiřoval a zužoval směrem ven z trupu. Většina zásadních metod konstrukce lodí, jež byly použity při stavbě této lodi, přetrvala i do vikingské éry. Pokračování tohoto vývoje lze vidět i v nálezech lodí v Halsnøy (200 n. l.), Nydam (300–400 n. l.), Sutton Hoo (600–700 n. l.) a Kvalsundu (690 n. l.).